# Amissidens hainesi
Amissidens hainesi és una espècie de peix de la família dels àrids i de l'ordre dels siluriformes.

## Morfologia
- Els mascles poden assolir 32 cm de longitud total.
- Nombre de vèrtebres: 49-50.[2]

## Hàbitat
És un peix demersal i de clima tropical.

## Distribució geogràfica
Es troba al sud de Nova Guinea i el nord d'Austràlia.